# حي هولوداج
حي هولوداج (بالصومالية: Degmada Howlwadaag)‏ هي إحدى مقاطعات محافظة بنادر جنوب الصومال، وأحد أحياء العاصمة مقديشو، ويضم الحي سوق بكارو المركزي في العاصمة.
في عام 2009 شهد حي هولوداغ معارك ضارية بين حركة الشباب وقوات أميسوم اتخذت من موقع تمثال السيد محمد عبد الله حسن خطا دفاعيا، ويصور التمثال السيد محمد ممتطيا حصانه الشهير حين فنين.

## روابط خارجية
- مقاطعات الصومال
- الخريطة الإدارية لحي هولوداج